# Svalsjön, Dalsland
Svalsjön är en sjö i Melleruds kommun i Dalsland och ingår i Göta älvs huvudavrinningsområde. Sjön är 13,1 meter djup, har en yta på 0,304 kvadratkilometer och befinner sig 70,3 meter över havet.

## Delavrinningsområde
Svalsjön ingår i det delavrinningsområde (653048-130432) som SMHI kallar för Utloppet av Glycksjön. Medelhöjden är 86 meter över havet och ytan är 4,38 kvadratkilometer. Det finns inga avrinningsområden uppströms utan avrinningsområdet är högsta punkten. Vattendraget som avvattnar avrinningsområdet har biflödesordning 3, vilket innebär att vattnet flödar genom totalt 3 vattendrag innan det når havet efter 172 kilometer. Avrinningsområdet består mestadels av skog (83 procent). Avrinningsområdet har 0,7 kvadratkilometer vattenytor vilket ger det en sjöprocent på 16 procent.